# Brazilië (tramhalte)
Brazilië is een tram- en bushalte van de Brusselse vervoersmaatschappij MIVB, gelegen in de gemeente Elsene.

## Geschiedenis
De halte Brazilië werd tot 19 maart 1968 bediend door tramlijn 4 dat tussen Beurs en Wiener reed via Stefania en Marie-José. Nadien werd deze halte bediend door tramlijn 32, dat tussen Wiener en Houba-de-Strooper reed, en dit tot en met 14 augustus 1985. Sinds 15 augustus 1985 wordt de halte bediend door tramlijn 94.
Tramlijn 24 kwam tramlijn 94 vergezellen op 6 maart 2006, weliswaar als proefproject. Deze tramlijn dat tussen Boondaal Station en Schaarbeek Station reed werd enkel tijdens de spitsuren van weekdagen uitgebaat, wat neerkwam op een achttal doortochten per dag.
Op 16 april 2007 werd tramlijn 25 opgericht tussen Boondaal Station en Rogier, waardoor de halte Brazilië voortaan door twee regelmatige tramlijnen bediend werd. Slechts enkele maanden nadien kwam op 2 juli 2007 buslijn 41 daarbij, dat bij deze gelegenheid het trajectdeel Gendarmen — Renbaan van Bosvoorde verliet ten voordele van een doortocht langs de Franklin Rooseveltlaan, de halte Brazilië en het station van Boondaal. Deze situatie is tot heden onveranderd.
Ter gelegenheid van het wereldkampioenschap voetbal 2014 dat in Brazilië plaatsvond werd het wachthokje richting Marie-José beplakt in het thema van een voetbaldoel.
Tussen februari en mei 2017 werden de tramsporen tussen Boondaal Station en Marie-José, gelegen in de Debrylaan vervangen. Hierbij werd gebruik van gemaakt om beide perrons volledig opnieuw aan te leggen. Sinds 29 september 2018 rijdt de voormalige tramlijn 94 na verlenging van het traject met het nummer 8.

## Situering
De beide perrons van de halte Brazilië zijn gelegen in de Derbylaan ter hoogte van het kruispunt met de Braziliëlaan. Het perron richting het station van Boondaal was oorspronkelijk gelegen voor het kruispunt, maar werd in de loop van het voorjaar van 2007 verplaatst, na het kruispunt met de Braziliëlaan om de aansluiting met buslijn 41 mogelijk te maken. Deze laatstgenoemde rijdt namelijk vanuit het Ter Kamerenbos naar de halte Brazilië via de Braziliëlaan.

## Afbeeldingen

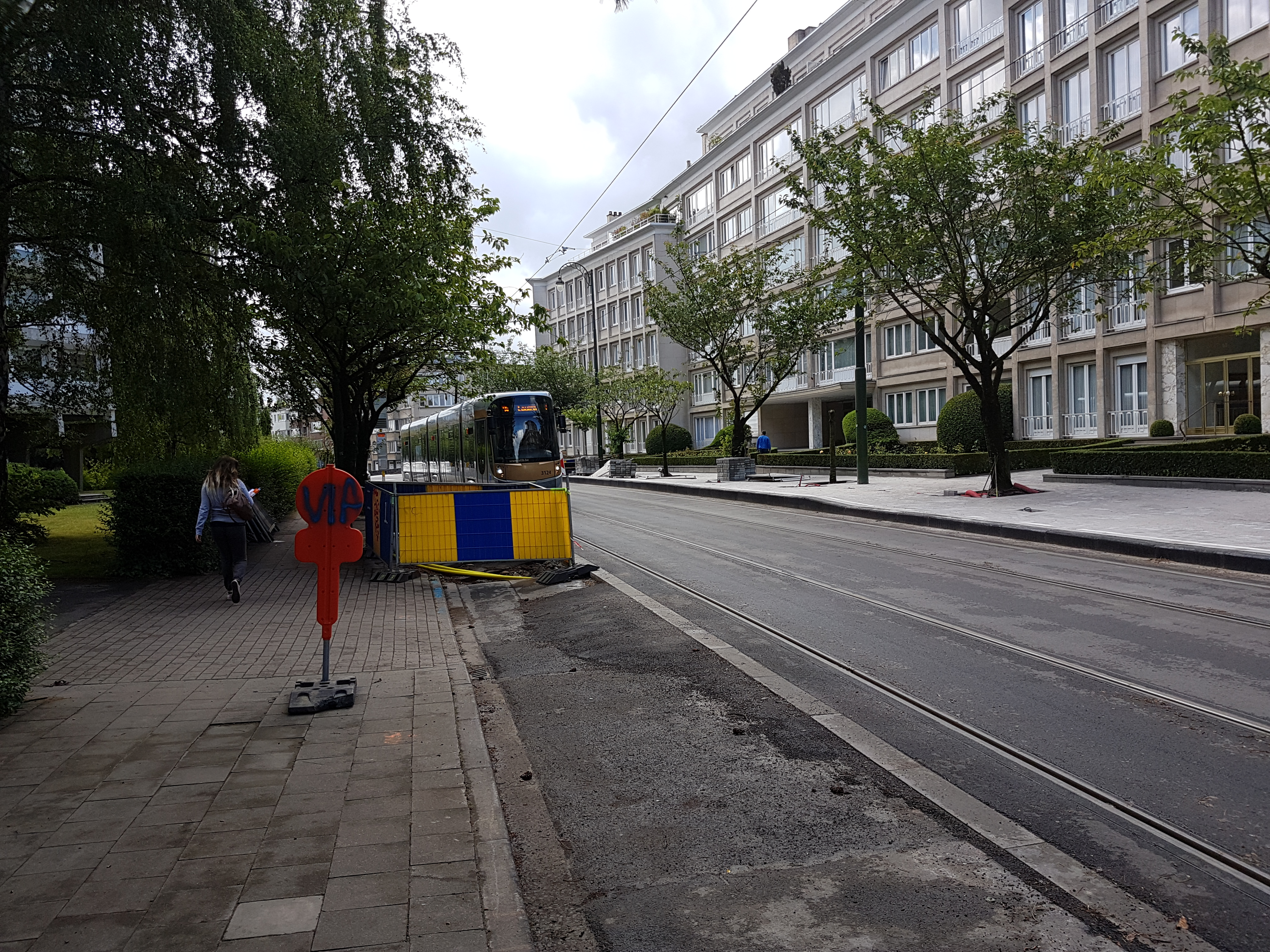
Heraanleg van de halte na de spoorwerken in juni 2017
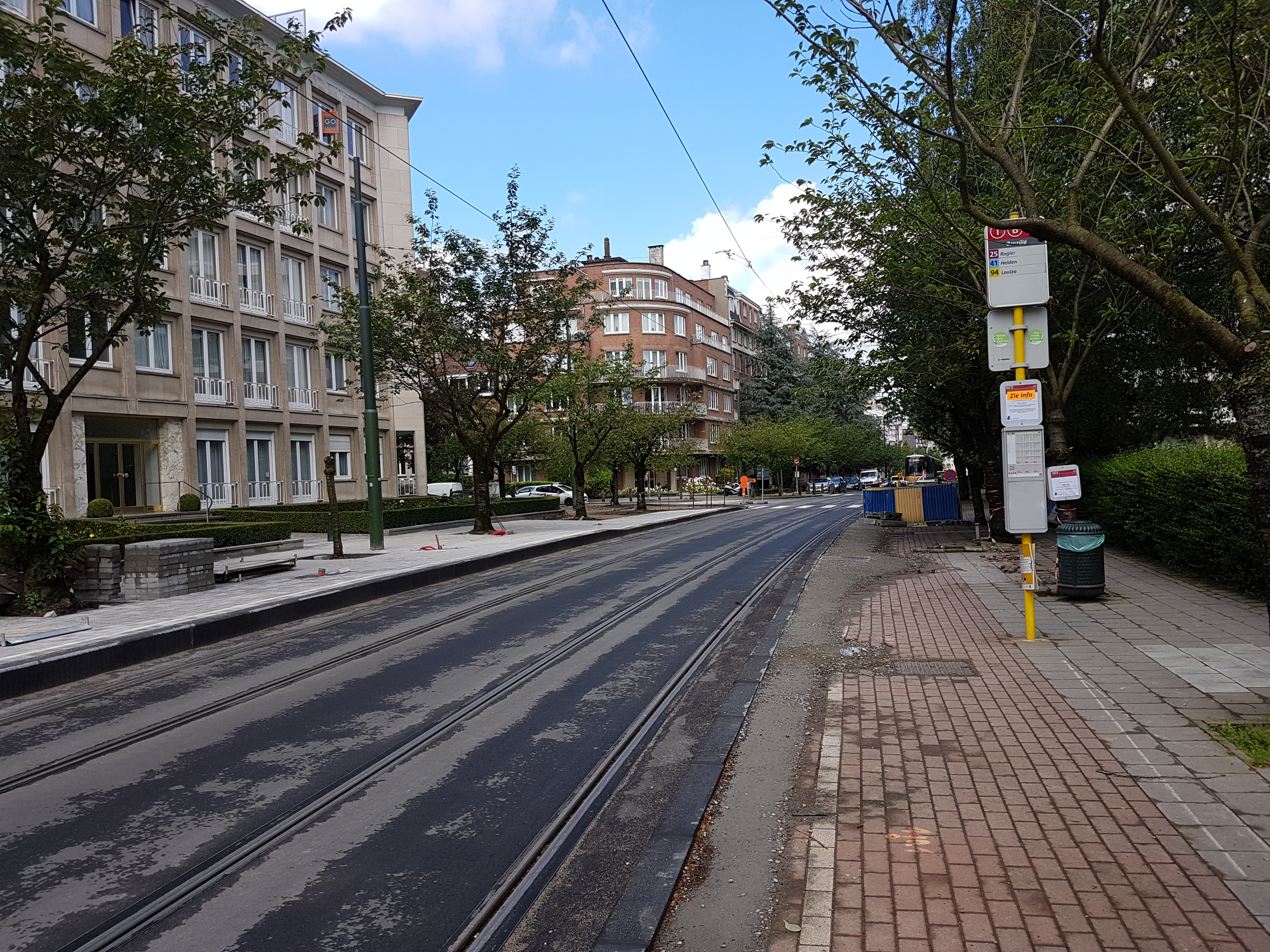
Heraanleg van de halte na de spoorwerken in juni 2017

Louiza · 
Stefania · 
Defacqz · 
Baljuw · 
Vleurgat · 
Abdij · 
Legrand · 
Ter Kameren-Ster · 
Buyl · 
Johanna · 
ULB · 
Solbos · 
Marie-José · 
Brazilië · 
Boondaal Station · 
Renbaan van Bosvoorde · 
Lieveheersbeestjes · 
Bosvoorde Station · 
Delleur · 
Wiener · 
Valkerij · 
Tenreuken · 
Seny-park · 
Herrmann-Debroux · 
Oudergem-Shopping · 
Vorstrondpunt · 
Empain · 
Trammuseum · 
Bronnenpark · 
Voot · 
Woluwe Shopping · 
Roodebeek
Boondaal Station · 
Brazilië · 
Marie-José · 
Solbos · 
ULB · 
Johanna · 
Buyl · 
Roffiaen · 
Etterbeek Station · 
VUB · 
Arsenaal · 
Pétillon · 
Boileau · 
Montgomery · 
Georges Henri · 
Diamant · 
Meiser · 
Vaderland · 
Weldoeners · 
Wijnheuvelen · 
Robiano · 
Lefrancq · 
Liedts · 
Thomas · 
Noordstation · 
Rogier